# Blues in the Night (Film)
Blues in the Night ist ein US-amerikanischer Musicalfilm von 1941 von Anatole Litvak. Das von Robert Rossen verfasste Drehbuch basiert auf Edwin Gilberts Hot Nocturne. Die Hauptrollen sind mit Priscilla Lane, Betty Field, Richard Whorf, Lloyd Nolan und Jack Carson besetzt. Die Mitglieder einer reisenden Bluesband versuchen, einen Freund daran zu hindern, sich zu Tode zu trinken.

## Handlung
Als der Jazz-Pianist Jigger Pine in einer Bar in St. Louis den aufstrebenden Klarinettisten Nickie Horoyen trifft, kann dieser ihn davon überzeugen, eine Blues-Band zusammenzustellen, zu der außer den beiden noch der Schlagzeuger Peppi, der Trompeter Leo Powell und der Bassist Pete Bassett gehören. Die Musiker wollen sich ihrer großen Leidenschaft hingeben und Blues und Jazz interpretieren. Leos Frau Character mischt als Sängerin mit. Inspiriert worden sind Pine und Horoyen zu dieser Idee, nachdem sie wegen einer Schlägerei kurz im Gefängnis landeten, wo ein Gefangener in beeindruckender Weise einen Blues-Song gesungen hat. Schnell wird die Gruppe bekannt und bereist per Zug den gesamten Süden der USA, um an immer neuen Orten zu spielen.
Als Character während der Tour schwanger wird, hat sie Angst, ihrem Mann davon zu erzählen, da sie befürchtet, dass er sie dann verlassen werde. Ein Mann namens Del Davis, der sich zu den Musikern gesellt und im selben Zugwaggon mitreist, bestiehlt die Band, ist aber gleichzeitig so beeindruckt von ihrem Zusammenhalt, dass er ihnen ein Engagement in seiner Raststätte „The Jungle“ in New Jersey anbietet. Dort treffen die Musiker auf Davis’ ehemalige Komplizen Kay Grant, eine aufstrebende Sängerin, sowie den körperlich behinderten Sam Paryas. Wie sich herausstellt, ist Del aus dem Gefängnis geflohen, um seinen Anteil an einem gemeinsam begangenen Raub einzufordern. Von Kay muss er jedoch erfahren, dass das Geld inzwischen ausgegeben worden ist. So kommt Del auf die Idee, das Rasthaus in eine Stätte für illegales Glücksspiel zu verwandeln, obwohl die Geschäfte, vor allem dank der Auftritte der Jazzband, sehr gut laufen. Kay möchte ihre vergangene Beziehung mit Del gern wieder aufleben lassen, wird jedoch von ihm zurückgewiesen. So richtet sie ihre Aufmerksamkeit auf den verheirateten Leo Powell, in der Hoffnung, Davis eifersüchtig machen zu können. Jigger sieht das mit Sorgen, da er befürchtet, dass die Band sich entzweien und auflösen könnte. Seine Bitte an Kay, ihr Verhalten einzustellen, ignoriert die junge Frau jedoch. Als Leo dann allerdings von Jigger erfährt, dass er Vater wird, hat er nur noch Augen für seine Frau, um die er sich liebevoll kümmert.
Kay versucht nun mit Jigger anzubandeln, der seinen ganzen Willen aufbieten muss, um der reizvollen Frau, in die er heimlich verliebt ist, zu widerstehen. Als der behandelnde Arzt Charakter nahelegt, ihre Gesangsauftritte vorerst einzustellen, bietet Jigger Kay ihren Platz an. Obwohl die Bandmitglieder protestieren, arbeitet Jigger hart mit Kay, um ihre Gesangsleistungen zu verbessern. Schließlich kann er nicht mehr anders und sagt Kay, dass er sich in sie verliebt habe. Brad Ames, ein ehemaliger Gitarrist, belauscht das Gespräch und legt Jigger nahe, sich von Kay fernzuhalten und fügt noch hinzu, dass seine Liebe zu Kay daran schuld sei, dass er durch einen Unfall gelähmt sei.
Kay versucht jedoch weiterhin, Davis zurückzugewinnen, indem sie ihm den vermeintlichen Plan Sams enthüllt, Davis an die Polizei verraten zu wollen, woraufhin er Sam tötet. Da die Band sich weiterhin gegen Kay stellt, nimmt Jigger einen Job als Pianist in einer eher traditionellen Band an zusammen mit Kay. Kay hat wenig Verständnis für seine Sehnsucht, zu seinem Quintett zurückkehren zu wollen und lacht ihn aus. Außerdem lässt sie ihn noch wissen, dass sie sowieso nur Davis liebe.
Jigger ist tief getroffen und ergibt sich dem Alkohol, was zu einem Nervenzusammenbruch führt. In diesem Zustand wird er schließlich von seinen Freunden gefunden, die ihn zurück zur Raststätte bringen und gesundpflegen. In der Zwischenzeit bittet Kay Davis darum, sie zurückzunehmen, was er jedoch entschieden ablehnt. Kay ist mehr als nur verärgert, eine Waffe kommt ins Spiel. Jigger kommt hinzu und meint Kay verteidigen zu müssen. Im nun folgenden Kampf bekommt Kay die Waffe zu fassen und tötet Del. Jigger will weiter zu Kay halten und mit ihr zusammen fortgehen, seine Freunde sind jedoch total dagegen und argumentieren, dass der Stress der letzten Zeit auch dazu geführt habe, dass Character ihr Baby verloren hat. Dahinter steckt die tiefe Sorge, Jigger könne sich sein Leben ruinieren mit einer Frau wie Kay an seiner Seite. Brad ist dann derjenige, der eine Entscheidung herbeiführt, er fährt den Wagen, in dem er mit Kay sitzt über eine Klippe, wobei beide den Tod finden. Vereint geht die Band wieder auf die Straße, wo sie ihre geliebte Bluesmusik spielen kann.

## Produktion

### Produktionsnotizen
Gedreht wurde von Mitte Juni bis Ende Juli 1941. Seinen Titel verdankt der Film der Hauptmusiknummer Blues in the Night, einem seinerzeit sehr beliebten Song. Sein Arbeitstitel lautete noch Hot Nocturne.

### Hintergrund
Unter den Filmen, die Warner Bros. im Jahr 1941 veröffentlichte, stellte Blues in the Night so etwas wie eine Anomalie dar. Die Geschichte von einigen begabten Wander-Jazzmusikern und ihrer von Priscilla Lane verkörperten Sängerin, die alle auf der Suche sind, bedient gleich mehrere Filmgenres, darunter die des Musicals. Die Harold-Arlen-Johnny-Mercer-Partitur enthält This Time the Dream’s On Me sowie das eindringliche Titellied, außerdem erscheinen Jimmie Lunceford und seine Band in einer Filmsequenz. Die Handlung entspricht aber gleichzeitig einem Drama. Die Bandmitglieder mit ihrem unterschiedlichen Temperament bis hin zu dem des manisch-depressiven von Jack Carson verkörperten Bandleaders, der einen deutlichen Gegenpol zu dem von Elia Kazan verkörperten Klarinettisten bildet, kollidieren während ihrer Tourneen immer wieder miteinander. Der Film enthält aber auch Elemente des Film noir: Ein entkommener Sträfling schließt sich der Band an, wobei seine Beziehung zu der von Betty Field dargestellten Femme fatale Kay Grant, die Gruppe gleichzeitig fasziniert wie auch abstößt und letztlich den Weg für einen tragischen Höhepunkt ebnet. Bemerkenswert ist außerdem, dass Blues in the Night mit zwei zukünftigen bedeutenden Regisseuren aufwartet: Elia Kazan als Klarinettenspieler Nickie, der später Filme wie Endstation Sehnsucht (1951) und Jenseits von Eden (1955) inszenierte und Richard Whorf, der die Rolle des Jigger spielt, der sich mehr auf leichte Unterhaltungsfilme wie den Musikfilm Till the Clouds Roll By (1946) oder die Komödie Champagne für Caesar (1950) fokussierte.
Für Kazan war Blues in the Night sein letzter Film als Schauspieler. Er hatte zuvor in einem James-Cagney-Drama Im Taumel der Weltstadt (1940) ebenfalls unter der Regie von Anatole Litvak gespielt, und angefangen sich umzuorientieren, obwohl er gute Kritiken erhalten hatte, und betrachtete seine Rolle in Blues in the Night als Möglichkeit Geld zu verdienen, um dann den Weg zu gehen, den er als richtig für sich empfand. Er war zudem der Meinung, dass Litvak kein guter Regisseur sei und der Film unter seiner Regie besser geworden wäre. Kazans Urteil über den Film fiel demgemäß auch negativ aus, wurde aber von weiten Teilen der Kritiker nicht geteilt, die den Film als durchweg faszinierendes Melodram mit schizophrenen Persönlichkeiten würdigten, dessen geheimnisvolle Kombination aus Seifenoper und Musical-Nummern, gespickt mit gelegentlich scharfen Dialogen des Drehbuchschreibers Robert Rossen und stimmungsvollen Schwarzweißbildern des großen Ernest Haller (Oscar-Gewinner für seine Arbeit in Vom Winde verweht, 1939) fasziniere. Zu dieser Meinung trug auch der unvergessliche für einen Oscar nominierte Titelsong bei, der so erfolgreich war, dass der Titel des Films kurz vor seinem Kinostart von Hot Nocturne in Blues in the Night geändert wurde.
Ursprünglich war James Cagney für die Rolle des Del Davis vorgesehen. Bei Noirish heißt es dazu, es sei ein Segen, dass aus irgendeinem Grund Nolan die Rolle bekommen habe, da es die gesamte Dynamik des Films verändert hätte, wenn Cagney die Rolle gespielt hätte. Bei TCM hieß es, dass ursprünglich Dennis Morgan als Cagneys Nachfolger gehandelt worden sei. Richard Whorf hingegen ersetzte den ursprünglichen vorgesehenen John Garfield.

### Filmmusik
Der Titelsong wird im Film von einem ungenannten schwarzen Gefangenen (William Gillespie) zusammen mit drei seiner ebenfalls schwarzen Zellengenossen (Ernest Whitman, Napoleon Simpson, Dudley Dickerson) gesungen und A cappella begleitet. Für Gillespie, der glaubte, seinen Filmauftritt als Sprungbrett für seine Karriere nutzen zu können, war der Film eine Enttäuschung, da sein Name nur unter ferner liefen im Nachspann genannt wurde und es so schwierig war herauszufinden, wer der große Sänger des Titelliedes war. Woody Herman war der erste, der das Lied coverte und damit einen Hit landete, Gillespies Version war in den Hitlisten nicht vertreten.
Im Film sind folgende Titel zu hören:
- Blues in the Night, Musik: Harold Arlen, Text: Johnny Mercer
  - gesungen von William Gillespie im Gefängnis, weiter gesungen von Schwarzen in einer Montage, gespielt von Stan Wrightsman für Richard Whorf am Klavier sowie als Hintergrundmusik
- I Got Rhythm, Musik: George Gershwin, Text: Ira Gershwin
  - gespielt im „St. Louis Café“
- I’m Forever Blowing Bubbles, Musik: John W. Kellette, Text: Nat Vincent, James Kendis und James Brockman
  - gesungen A Cappella von Matt McHugh
- Hang on to Your Lids, Kids, Musik: Harold Arlen, Text: Johnny Mercer
  - gespielt von der Band und gesungen von Priscilla Lane im „Jungle Club“
- This Time the Dream’s on Me, Musik: Harold Arlen, Text: Johnny Mercer
  - gespielt von der Band und gesungen von Priscilla Lane, wiederholt von Betty Field, gespielt zum Ende hin
- Wait Till it Happens to You, Musik: Harold Arlen, Text: Johnny Mercer
  - gespielt am Klavier von Wallace Ford, gesungen von Betty Field
- In Waikiki, Musik: Arthur Schwartz, Text: Johnny Mercer
  - gesungen a cappella von Jack Carson, Peter Whitney und Elia Kazan
- Says Who? Says You, Says I, Musik: Harold Arlen, Text: Johnny Mercer
  - gespielt vom Will Osborne Orchestra mit Stan Wrightman für Richard Whorf am Klavier, gesungen von Mabel Todd und Quartett

### Veröffentlichung
Premiere hatte der Film am 15. November 1941 in den USA. Ab dem 11. Dezember 1941 wurde er in New York gezeigt. Neben dem Arbeitstitel Hot Nocturne gab es einen weiteren Arbeitstitel New Orleans Blues.
In Mexiko wurde der Film am 7. August 1942 unter dem Titel El canto a la vida veröffentlicht und in der Türkei im Jahr 1946 unter dem Titel Gece serenadi.
Der Film ist bislang nur in der englischen Originalversion auf DVD erhältlich, erschienen am 22. Juli 2008 bei Warner Home Video.

## Kritik
Leslie Halliwell befand in Halliwell’s Film Guide, Seventh Edition, New York 1989: „Atmosphärisches kleines Melodram mit guter Filmmusik und raffinierten Dialogen.“
Leonard Maltin von Movie & Video Guide war eher gespalten in seinem Urteil und schrieb: „Faszinierendes musikalisches Drama vernachlässigt frühzeitig sein Versprechen, um in ein rührseliges, dummes Melodram abzugleiten. […] Gute Momente, wunderbare Warner Bros-Zusammenstellung, aber das großartige Titellied wird im Film nie vollständig gespielt!“
TMP von der New York Times war der Ansicht, dass die führenden Akteure des Films einen melodiösen Soundtrack entwickelt hätten und dass der Film, soweit es um die Musik gehe, einiges zu bieten habe. Gelobt wurde, wie Anatole Litvak die musikalischen Sequenzen ausgewählt und eingesetzt habe, jedoch verliere er die Kontrolle, wenn es um Höhen und Tiefen seines musikalischen Quintetts gehe. […] Weiter hieß es, dem Auge werde leidliche Ablenkung geboten, das Ohr hingegen könne in Musik schwelgen. Richard Whorf habe eine eher undankbare Rolle, die er jedoch lobenswert bewältige, Betty Field hingegen vergeude ihr Talent in der Darstellung eines unangenehmen Charakters. Elia Kazan verbreite Nervosität, sobald er auf der Leinwand erscheine und Jack Carson sei sehr individuell in seiner Rolle als polternder Trompeter.

## Auszeichnung
Der Film erhielt für die Oscarverleihung 1942 eine Nominierung für den Oscar in der Kategorie „Bester Song“ (Musik: Harold Arlen, Text: Johnny Mercer). Der Oscar ging jedoch an Jerome Kern und Oscar Hammerstein II und den Song The Last Time I Saw Paris aus dem Filmmusical Lady Be Good.